# ساقية الحليب
خادمة الحليب وأحياناً تسمى بخادمة المطبخ هي لوحة زيتية لخادمة رسمها الرسام الهولندي يوهانس فيرمير.
اللوحة معروضة حالياً في متحف ريكز بمدينة أمستردام ،هولندا والتي تعتبر بلا شك أحد أفضل المعروضات بالمتحف.
لا يعرف بالتحديد السنة التي رسمت فيها اللوحة وهي تختلف باختلاف المصادر. يقدر متحف ريكز بأنها رسمت في 1658. وطبقاً لمتحف فاللوحة رسمت في 1657 أو 1658. بينما موقع إسينشال فيرمير يقدر بأنها رسمت بين أعوام 1658-1661.